# إقليم لوريتو
إقليم لوريتو هو أقليم يقع في الشمال الأقصى من جمهورية البيرو. إيكيتوس هي عاصمته ويشغل مساحة الثلث من الدولة. وهو كذلك واحد من أقل الأقاليم كثافة سكانية نظرًا لموقعه المنعزل في غابات الأمازون.